# Teorema di Koopmans
Il teorema di Koopmans stabilisce che in un guscio chiuso secondo la teoria di Hartree-Fock, l'energia di prima ionizzazione di una molecola è uguale all'energia del più alto orbitale molecolare occupato (HOMO), con il segno meno davanti. Questo teorema prende il nome da Tjalling Koopmans, che lo pubblicò nel 1934.
Il teorema è esatto nel contesto della teoria di Hartree-Fock ristretta con l'approssimazione degli orbitali congelati. L'energia di ionizzazione calcolata in questo modo è in accordo con quella sperimentale; l'energia di prima ionizzazione di piccole molecole è spesso calcolata con meno di 2 eV di errore. Comunque la validità del teorema è intimamente connessa all'accuratezza delle approssimazioni della funzione d'onda di Hartree-Fock. Le due principali fonti di errore sono:
- rilassamento dell'orbitale, che si riferisce al cambiamento nell'operatore di Fock e agli orbitali di Hartree-Fock quando cambia il numero di elettroni nel sistema;
- correlazione elettronica, riferita alla validità della rappresentatività della funzione d'onda a molti corpi usata nel metodo di Hartree-Fock ad esempio un singolo determinante di Slater è composto da orbitali che sono autofunzioni del corrispondente operatore di Fock autoconsistente.

Il confronto empirico con i dati calcolati con il metodo ab initio suggerisce che in molti casi, ma non in tutti, la correzione energetica dovuta all'effetto di rilassamento è vicina a essere compensata dalla correzione dovuta alla correlazione elettronica.
Un teorema simile esiste nella teoria del funzionale di densità (DFT) per correlare l'esatta energia verticale di prima ionizzazione e l'affinità elettronica all'energia dell'HOMO e del LUMO sebbene entrambe differiscano nel teorema di Koopman. L'energia di ionizzazione calcolata dall'energia dell'orbitale DFT è di solito più bassa di quella calcolata con il teorema di Koopmans, con errori molto maggiori dei 2 eV possibili con l'applicazione dell'approssimazione di scambio-correlazione. L'energia del LUMO mostra una bassa correlazione con l'affinità elettronica usando tipiche approssimazioni. L'errore nella teoria DFT "concorrente" al teorema di Koopmans è il risultato dell'approssimazione impiegata per l'energia di scambio-correlazione così, diversamente dal metodo Hartree-Fock, c'è la possibilità di migliorare i risultati con lo sviluppo di approssimazioni migliori.

## Generalizzazione del teorema di Koopmans
Mentre il teorema di Koopmans era stato originariamente pensato per calcolare l'energia di prima ionizzazione di alcune funzione d'onda di Hartee-Fock (gusci chiusi), il termine è stato usato con un significato più generale e indica un metodo basato sull'uso delle energie degli orbitali per calcolare la differenza di energia dovuta alla variazione del numero di elettroni in un sistema.

### Teorema di Koopmans per l'affinità elettronica
Si dice a volte che il teorema di Koopmans serva anche a calcolare l'affinità elettronica come l'energia del più basso orbitale vuoto (LUMO). Comunque, gli appunti originali di Koopmans non fanno riferimento al significato dell'autovalore dell'operatore di Fock se non come corrispondente all'HOMO. Nondimeno è corretto generalizzare l'asserzione originaria di Koopmans per calcolare in questo modo l'affinità elettronica.
Il calcolo dell'affinità elettronica con il teorema di Koopmans è stata criticata sul fatto che l'orbitale non occupato non è ben basato su interpretazioni fisiche, e sul fatto che l'energia dell'orbitale è molto sensibile alla scelta dei dati usati nel calcolo.
Confrontando i dati calcolati con quelli sperimentali si vede che i dati calcolati in questo modo sono generalmente un po' più bassi.

### Teorema di Koopmans per i sistemi a guscio aperto
Il teorema di Koopmans è applicabile anche a sistemi a guscio aperto ma solo quando si è interessati alla rimozione dell'elettrone spaiato.

## Analogie nella teoria del funzionale della densità
Nella teoria del funzionale della densità (DFT) esiste un teorema simile che mette in relazione l'energia di prima ionizzazione e l'affinità elettronica con le energie dell'HOMO e del LUMO. Questo è chiamato a volte teorema DFT-Koopmans. Più genericamente, per una geometria fissata definita dal sistema a N elettroni, l'energia dell'HOMO è uguale all'energia di ionizzazione del sistema a N elettroni quando il numero totale di elettroni è nell'intervallo N - δN per 0 < δN < 1, ed è uguale all'affinità elettronica quando il numero totale di elettroni è in un intervallo N + δN for 0 < δN < 1 (con δN che occupa il dello stato elettronico N). Mentre queste affermazioni sono esatte nel formalismo DTF, l'uso dell'approssimazione scambio-correlazione rende le energie calcolate approssimate. Come nella teoria di Hartree-Fock, l'affinità elettronica è meno accurata dell'energia di ionizzazione calcolate.
Una dimostrazione del teorema DFT analogo al Koopmans di solito usa il teorema di Janak: la derivata dell'energia totale DTF, E, rispetto all'occupazione di un orbitale, ni, è uguale alla corrispondente energia dell'orbitale, εi:
{\displaystyle {\frac {\partial E}{\partial n_{i}}}=\epsilon _{i}.}